# 荆州市人民代表大会常务委员会
荆州市人民代表大会常务委员会（简称荆州市人大常委会）是中华人民共和国湖北省荆州市人民代表大会的常设机关，对荆州市人民代表大会负责并报告工作。依法在本市行政区内行使监督权、重大事项决定权和国家机关工作人员任免权。

## 历史沿革
中华人民共和国1954年宪法及地方组织法并未规定设置县级以上人大的常务机关。1979年7月，第五届全国人民代表大会第二次会议通过《关于修正中华人民共和国宪法若干规定的决议》，其中规定：“县和县以上地方各级人民代表大会设立常务委员会，它是本级人民代表大会的常设机关”。
1994年，撤销原荆州地区、沙市市、江陵县，设立地级荆沙市。1994年11月20日，成立荆沙市人民代表大会常务委员会筹备组办公室。1995年6月13日至17日，召开荆沙市第一届人民代表大会第一次会议，选举产生荆沙市第一届人民代表大会常务委员会，标志着荆沙市人民代表大会常务委员会的正式成立。1996年12月，荆沙市更名为荆州市，相关机关随之更名。

## 机构设置
荆州市第四届人大常委会设置以下机构：
办事机构
- 荆州市人大常委会办公室
  - 秘书科
  - 文书科
  - 人事科
  - 行政科
  - 财务科
  - 离退休干部科
- 荆州市人大常委会研究室
  - 综合科
  - 法规科
  - 宣传科
- 荆州市人大常委会信访室（副县级）
- 荆州市人大常委会代表工作委员会
- 荆州市人大常委会人事任免工作委员会
- 荆州市人大常委会预算工作委员会

工作机构
- 荆州市人大常委会内务司法工作委员会
- 荆州市人大常委会财政经济工作委员会
- 荆州市人大常委会教育科学文化卫生工作委员会
- 荆州市人大常委会农村工作委员会
- 荆州市人大常委会城乡建设与环境资源保护工作委员会
- 荆州市人大常委会民族宗教侨务外事工作委员会

## 历届组成人员
第一届
- 任期：1995年6月－2000年4月
- 主任：余永信 → 卢孝云（1999年3月当选）
- 副主任：刘涛清、郑基英（1999年3月辞任）、唐逢庚、赵仲涛、何兴元、胡锡雄
- 秘书长：方培元

第二届
- 任期：2000年4月－2005年2月
- 主任：刘克毅
- 副主任：童水清、张普华（2004年2月当选）、黄迪纯、林钟梅、唐逢庚（2002年4月辞任）、赵仲涛（2003年4月辞任）、卢国珍（2004年11月辞任）、吴建国、夏述云（2003年4月当选）、孙贤坤（2003年4月当选）
- 秘书长：黄宝玉 → 陶正旺（2003年4月当选）

第三届
- 任期：2005年2月－2011年2月
- 主任：段轮一（2006年6月辞任） → 应代明（2007年3月当选）
- 副主任：马林成（2007年3月当选）、张普华、刘捷、吴建国、夏述云、贺崇文（2006年2月当选）、孙贤坤、幸正荣、邹崇炎
- 秘书长：陶正旺

第四届
- 任期：2011年2月[4]－2017年1月
- 主任：易法新（2016年1月22日辞任） → 李新华
- 副主任：张文政（2014年12月30日辞任[5]）、幸正荣（2013年10月31日辞任）、邹崇炎（2013年10月31日辞任）、任万伦（2015年4月30日辞任）、陈爱平（2015年1月23日当选）、刘爱华（2014年2月13日当选）、段昌奉、肖夕映（2014年2月13日当选[6]）、张钦（2015年1月23日当选）
- 秘书长：万必勤 → 柳军（2014年2月13日当选）

第五届
- 任期：2017年1月[7]－
- 主任：李新华（2017年5月12日辞任） → 杨智（2017年5月19日当选，2018年8月30日辞任） → 周静（2019年1月24日当选[8]，2019年12月27日辞任[9]） → 段昌林（2020年1月8日当选[10]）
- 副主任：陈爱平、刘爱华、段昌奉、张钦、杨顺好、田新华、彭忠林（2020年1月8日当选）
- 秘书长：柳军

第六届
- 任期：2022年1月[11]－
- 主任：段昌林（2025年1月10日因年龄原因辞任） → 周昌俊（2025年1月10日当选）
- 副主任：周汉中、杨运春、姚锡发、刘勇、汪刚、罗中平
- 秘书长：黄君